# Двадцять третя династія єгипетських фараонів
XXIII династія фараонів Стародавнього Єгипту була режимом Мешвешських берберських фараонів, які керували Єгиптом. Ця династія часто розглядається як частина Третього перехідного періоду.

## Правителі
Багато суперечок оточують цю династію, котра могла бути розташована в Гераклеополі, Гермополі і в Фівах. Однак будівлі епохи їх правління свідчать, що вони контролювали Верхній Єгипет паралельно з XXII династією одразу після смерті Осоркона II. В історії Єгипту відомі наступні правителі цієї династії:
| Фараон       | Тронне ім'я            | Правління (до н. е.) | Дружина(и)          | Комментар                                                                                 |
| ------------ | ---------------------- | -------------------- | ------------------- | ----------------------------------------------------------------------------------------- |
| Харсієс I    | Хеджхеперр-Сетепенамон | 880 – 860            | Ісетверет I         | Незалежний правитель Фів; Правив в той же час, що і Такелот I і Осоркон II.               |
| Такелот II   | Хеджхеперр-Сетепенр    | 840 – 815            | Каромама Д Ташеп    | Сучасник фараона XXII династії Шешонк III, який керував Нижнім Єгиптом.                   |
| Петубастіс I | Усермаатр-Сетепенамон  | 829 – 804            |                     | Брав участь в затяжній громадянській війні з Такелотом II.                                |
| Іупут I      | ??                     | 829 – 804            |                     | ко-регент                                                                                 |
| Шешонк VI    | Усермаатр-Меріамон     | 804 – 798            |                     | Наступник Петубастіса I в Фівах, правив Верхнім Єгиптом 6 років.                          |
| Осоркон III  | Усермаатр-Сетепенамон  | 798 – 769            | Тентсай А Кароатхет | Брав участь в затяжній громадянській війні проти Петубастіса I и Шешонка VI.              |
| Такелот III  | Усермаатр              | 774 – 759            | Какат Іртіубаст     | Старший син Осоркона III.                                                                 |
| Рудамон      | Усермаатр-Сетепенамон  | 759 – 755            |                     | Молодший брат і спадкоємець Такелота III. Збереглося мало відомостей щодо його правління. |
| Іні          | Мерхетепр              | 755 – 750            |                     | Контролював лише Фіви.                                                                    |